# Parti de la cause ouvrière
Le Parti de la cause ouvrière (en portugais : Partido da Causa Operária, PCO) est un parti politique brésilien de tendance trotskiste fondé en 1995. L'Alliance de la jeunesse révolutionnaire (en portugais : Aliança da Juventude Revolucionária, AJR) en est le mouvement de jeunesse. Son président est Rui Costa Pimenta. 

## Histoire

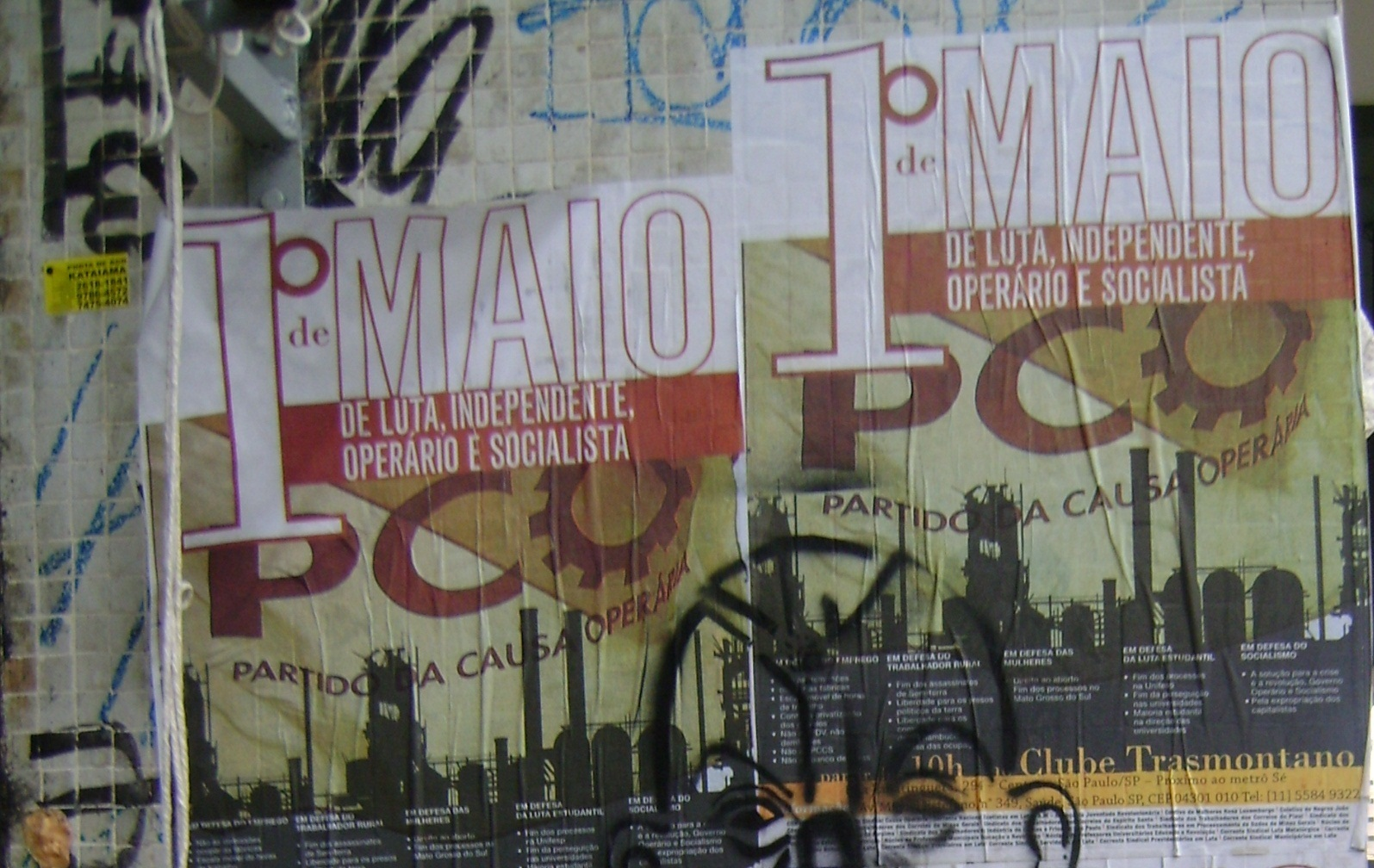
.

Ses origines remontent à 1978, lorsque des militants insatisfaits de l'orientation de l'Internationale socialiste constituent la Tendance trotskiste du Brésil (en portugais : Tendência Trotskista do Brasil, TTB). En 1980, ce groupe rejoint le Parti des travailleurs, au sein duquel il constitue le courant Cause ouvrière (en portugais : Cause Operária). En 1990 et 1991, de nombreux militants du courant sont exclus du PT pour non-respect des statuts du parti. Cette succession d'exclusions aboutit en 1995 à la création du PCO.